# Flugplatz Västervik

i7
i11
i13
Der Flugplatz Västervik (schwedisch: Västerviks flygplats; IATA-Code: VVK, ICAO-Code: ESSW) ist ein öffentlicher Flugplatz, 7 km nordwestlich von Västervik in der schwedischen Provinz Kalmar län entfernt.

## Flughafendaten
Der Flugplatz hat eine Asphaltpiste mit 1199 m Länge und 30 m Breite. Die Seehöhe beträgt 39 m.

## Geschichte
Der Flugplatz Västervik wurde im Frühjahr 1971 in Betrieb genommen. Die Fluggesellschaft Syd-Aero bediente die Strecke Oskarshamn – Västervik – Stockholm mit zwei Abflügen an jedem Wochentag. Die Linie war bis Juli 1986 in Betrieb, als Syd-Aero den Dienst aus finanziellen Gründen einstellte. Seitdem gibt es keinen regulären Passagierverkehr mehr vom Flugplatz.
Die Landebahn wurde im Jahre 2019 von 800 m auf 1199 m erweitert, um Taxiflüge, Ambulanzflüge und kleine Charterflüge zu ermöglichen.